# Bataille de Tripoli (2019-2020)
Pour les articles homonymes, voir Bataille de Tripoli.
Deuxième guerre civile libyenne
Batailles
- Benghazi (2014)
- Aéroport de Tripoli (en)
- Benghazi (2014–17)
- Oubari
- Kikla
- Derna (2015–16)
- Zliten
- Croissant pétrolier (janv. 2016)
- Syrte (2016)
- Croissant pétrolier (sept. 2016)
- Croissant pétrolier (2017)
- Birak (2017)
- Derna (2018–19)
- Croissant pétrolier (2018)
- Tripoli (2018)
- Fezzan
- Tripoli (2019–20)
- Syrte (2020)
- Tripolitaine orientale (2020)

La bataille de Tripoli se déroule entre le 4 avril 2019 et le 5 juin 2020, lors de la deuxième guerre civile libyenne. Elle débute par une offensive lancée par l'Armée nationale libyenne (ANL) du maréchal Khalifa Haftar, branche militaire de la Chambre des représentants à Benghazi, contre les forces du Gouvernement d'union nationale (GNA) dirigé par Fayez el-Sarraj et reconnu par l'ONU, afin de prendre le contrôle de la capitale, Tripoli, et de ses environs. Les forces de l'ANL atteignent la banlieue, mais ne parviennent pas à entrer dans la capitale. Le GNA lance pour sa part une contre-attaque sous le nom d'« opération Volcan de la Colère ». Mais pendant plusieurs mois les combats sont indécis et connaissent de nombreuses phases d'accalmies.
La bataille est marquée par de nombreuses implications étrangères, avec notamment le soutien de la Turquie envers le GNA et le soutien des Émirats arabes unis, de l'Égypte, de la Russie, de l'Arabie saoudite et de la Syrie envers le gouvernement de Benghazi. L'embargo sur les armes imposé par l'ONU est ouvertement violé et de nombreux mercenaires syriens, russes ou soudanais sont engagés dans les combats.
L'intervention en janvier 2020 de la Turquie, avec le déploiement de nombreux drones et de milliers de mercenaires de l'Armée nationale syrienne donne cependant l'avantage au GNA. En juin 2020, les forces de l'ANL sont totalement expulsées de la banlieue de Tripoli.

## Contexte
Depuis 2014, la Libye est divisée. En 2019, deux gouvernements se font face sans s'affronter directement : d'un côté le Gouvernement d'union nationale (GNA), dirigé par Fayez el-Sarraj, présent à Tripoli, la capitale, et reconnu par un certain nombre de milices de l'ouest de la Libye ; de l'autre le Chambre des représentants, à l'est, qui siège à Tobrouk, puis à Benghazi, et dont l'homme fort est le maréchal Khalifa Haftar, le chef de l'Armée nationale libyenne (ANL),,. Le GNA est reconnu par l'ONU et par les principaux États occidentaux,. Il est également soutenu par l'Italie, principal partenaire économique de la Libye, par la Turquie et par le Qatar,. L'ANL bénéficie quant à elle du soutien militaire de l'Égypte, des Émirats arabes unis et de l'Arabie saoudite,,,,. La Russie soutient aussi discrètement Haftar, même si elle entretient officiellement des liens avec les deux gouvernements rivaux,. L’Algérie étant contre l’intervention turque et privilégiant la voie diplomatique. La France tient quant à elle une position ambiguë en reconnaissant officiellement le GNA, mais elle a par le passé fourni des aides à l'ANL lors d'opérations contre les djihadistes et est depuis accusée par le GNA d'avoir contribué à favoriser la montée en puissance d'Haftar,,,,,,.
Au début de l'année 2019, l'Armée nationale libyenne (ANL) du maréchal Khalifa Haftar mène une offensive dans le Fezzan, au sud-ouest de la Libye, qui lui permet de prendre le contrôle d'une partie de la région,,. Le rapport des forces est alors favorable au Gouvernement de Tobrouk qui contrôle la plus grande partie du pays,.
Le 28 février 2019, lors de négociations à Abou Dabi, le Gouvernement d'union nationale et le Gouvernement de Tobrouk concluent un accord sur l'organisation d’élections en Libye. Selon Le Monde, lors de cette rencontre « Haftar et Sarraj concluent un accord verbal – aucun document écrit n’a été signé – sur un partage du pouvoir en vertu duquel Sarraj conserverait la tête de l’exécutif (le conseil présidentiel) et Haftar se verrait reconnaître le commandement suprême d’une armée réunifiée ». Une conférence nationale est alors prévue à la mi-avril à Ghadamès. Le 31 mars, l'Union africaine annonce également la tenue en juillet à Addis-Abeba, en Éthiopie, d'une conférence de « réconciliation » entre les différentes parties libyennes.
Le 27 mars, le maréchal Haftar se rend en Arabie saoudite, où il est reçu par le roi Salmane ben Abdelaziz Al Saoud. Il aurait alors reçu une aide financière de plusieurs millions de dollars pour recruter et payer des combattants et acheter la loyauté de chefs de tribus.
Le 3 avril 2019, le général Ahmad al-Mesmari, porte-parole de l'ANL, annonce la préparation d'une offensive pour « purger l'ouest » libyen « des terroristes et des mercenaires », mais sans identifier davantage les cibles. Le Premier ministre Fayez el-Sarraj donne alors l'ordre à ses troupes de se préparer à « faire face à toute menace ».

## Forces en présence

### Forces du Gouvernement d'union nationale

#### Milices tripolitaines
Le Gouvernement d'union nationale est reconnu par diverses milices territorialisées, réparties par villes et par quartiers. Tripoli est tenue par quatre ou cinq milices rassemblées depuis décembre 2018 au sein de la Force de protection de Tripoli,. Dans la capitale, la Brigade Nawasi compte 1 800 hommes, la Force Rada 1 500, le groupe Ghneiwa 800 et la Garde présidentielle 800. Les milices des villes de Misrata, Zintan et Zaouïa soutiennent également le GNA. Misrata, la troisième ville de Libye, compte 200 milices rassemblée au sein de la coalition al-Bunyan al-Marsous, formant au total 18 000 à 20 000 hommes qui représentent la plus grande force armée du GNA,,. La 166e brigade de Misrata, forte de 700 hommes, est notamment signalée dans la région de Tripoli au début des combats,. Au total, l'ensemble des combattants en Libye reconnaissant l'autorité du GNA est estimé entre 17 000 et 35 000. Le GNA dispose également d'une quinzaine d'avions de guerre à Tripoli et Misrata et de quelques hélicoptères. Le GNA baptise sa contre-offensive Opération Volcan de la Colère,.
La position de la Force Rada, une des principales milices de Tripoli, d'idéologie salafiste madkhaliste, basée dans l'aéroport de Mitiga, demeure cependant incertaine, celle-ci s'étant par le passé déclarée neutre dans le conflit opposant les deux gouvernements rivaux alors que d'autres milices salafistes madkhalistes servent également dans les forces de l'Armée nationale libyenne,,. La ville de Zinten est également divisée, alliée d'Haftar en 2014 elle avait ensuite rallié Sarraj en 2016 lors de la formation du GNA,. L'« Organe de sûreté générale » de Zinten soutient le GNA pendant l'offensive d'Haftar et le soir du 5 avril, Fayez el-Sarraj forme une nouvelle cellule d'opération dirigée par Oussama Jouili, chef de milice de Zintan. Des forces des brigades de Zinten combattent dans les deux camps mais évitent de s'affronter directement. Selon Frédéric Bobin, journaliste pour Le Monde : « Une loi non écrite commande l’engagement des combattants de Zinten dans cette nouvelle « bataille de Tripoli » : les factions rivales doivent choisir des fronts distincts afin d’éviter tout risque de collision. Les Zintenis pro-Haftar présents à l’aéroport international n’iront sûrement pas à Azizia où guerroient les Zintenis pro-Sarraj ».

#### Mercenaires de l'Armée nationale syrienne
À partir de décembre 2019, des rebelles syriens de l'Armée nationale syrienne sont envoyés à Tripoli,. Selon l'Observatoire syrien des droits de l'homme (OSDH), à la date du 29 décembre, 300 combattants syriens sont à Tripoli et 900 à 1 000 autres ont signé un contrat pour un engagement de trois à six mois en Libye en échange d'un salaire de 2 000 à 2 500 dollars — contre 50 à 70 dollars en Syrie — et la nationalité turque,,,. Parmi les factions engagées figurent : la Division Sultan Mourad, Suqour al-Cham, la Brigade al-Moutasem, la Division al-Hamza, Faylaq al-Cham, le Liwa Suqour al-Chamal et le Liwa Sultan Souleymane Chah,,,. Mi-janvier 2020, le nombre des mercenaires syriens présents en Libye est d'environ 2 000,. Il passe ensuite à 4 700 début février selon l'OSDH, puis à 10 000 fin mai, et 11 600 début juin. Fin mai, Le Point évoque pour sa part 2 000 à 4 000 combattants syriens, selon les estimations d'observateurs et de diplomates. Le président turc Recep Tayyip Erdoğan reconnait officiellement la présence en Libye de supplétifs syriens le 21 février 2020.
Dans un rapport publié le 11 mai, l'ONG Syrians for Truth and Justice (STJ) dénonce la présence d'enfants soldats parmi les mercenaires syriens, principalement au sein de la Division Sultan Mourad, du Liwa Sultan Souleymane Chah et de la Brigade al-Moutasem, qui engage pour cette dernière au moins 25 combattants mineurs. Fin mai et début juin, l'OSDH chiffre le nombre des enfants soldats à 200, âgés de 16 ou 17 ans et indique que 20 d'entre-eux ont été tués au combat.

### Forces de l'Armée nationale libyenne

#### Forces libyennes pro-Haftar
Au début des combats, Le Monde rapporte que selon une source occidentale et une source émiratie 18 000 hommes de l'Armée nationale libyenne (ANL) enserrent la région de Tripoli,. Le nombre total des combattants de l'ANL en Libye est généralement estimé à 25 000,. Arnaud Delalande, consultant sur les questions de défense spécialisé sur la Libye, fixe également le nombre total de ses combattants à 25 000 hommes, incluant 7 000 réguliers et 18 000 miliciens. RFI chiffre cependant ses effectifs à 70 000 combattants dans l'ensemble de la Libye. Malgré son nom, l'Armée nationale libyenne est elle-même constituée de milices. Elle comprend des milices des villes de l'est de la Libye, des milices tribales, d'anciens militaires kadhafistes, des miliciens salafistes madkhalistes, des combattants soudanais du MJE et de l'ALS et des Tchadiens du RFC,,.
L'ANL mobilise la Brigade Tarek ben Ziyad et la 73e brigade. Au début de l'offensive, la milice de la ville de Tarhounah, la 7e brigade, rejoint l'ANL. La 7e brigade était auparavant affiliée au GNA, mais des tensions avec les milices de Tripoli avaient dégénéré en conflit en août 2018. L'ANL dispose de blindés et d'armement moderne fournis par les Émirats arabes unis. Ses forces aériennes comportent trois Soukhoï Su-22 et deux Mirage F1 basés à l'aéroport d’Al-Watiya, à l'ouest de la capitale. Au total, les forces aériennes de l'ANL comptent 27 chasseurs-bombardiers — dont 18 MiG-21S, 4 MiG-23S, trois Su-22S et deux Mirage F1S — 7 hélicoptères Mi-24/35, 14 hélicoptères Mi-8, Mi-14 et Mi-17, ainsi que quelques avions de transport Il-76 et C-130 Hercules. Selon Arnaud Delalande, les hélicoptères de l'ANL, comme ceux du GNA, sont utilisables seulement de nuit car trop vulnérables aux tirs venant du sol le jour. Moins de la moitié de cette flotte provient de l'ancienne armée de l'air libyenne, le reste fut fourni par l'Égypte et les Émirats arabes unis entre octobre 2014 et juin 2015. Des drones Wing Loong 2 armés de missiles antichars LJ-7 Blue Arrow de fabrication chinoise sont également engagés des combats, probablement pilotés par les Émiratis depuis la base d'al-Khadim, dans l'est libyen,,. Des experts de l'ONU enquêtent alors sur une possible implication militaire des Émirats dans le conflit en Libye.

#### Mercenaires russes, soudanais, tchadiens et syriens
Début novembre 2019, des mercenaires russes du Groupe Wagner sont également engagés aux côtés des forces d'Haftar,. D'autres entités, comme la compagnie Moran, dirigée par Vyacheslav Kalashnikov, sont également engagées. Les effectifs des mercenaires russes ne sont pas connus, les différentes estimations allant de 300 à 2 000. Fin mai 2020, Le Monde indique que « selon un document non rendu public du « panel des experts » des Nations unies enquêtant sur les violations de l'embargo des armes sur la Libye, le nombre de ces mercenaires a oscillé entre 800 et 1 200 ». Un ancien mercenaire affirme également à la BBC que le Groupe Wagner a maintenu un effectif d'un millier d'hommes en Libye, de septembre 2019 à juillet 2020. Le Monde ajoute que « selon le document des Nations unies, ces mercenaires ont surtout assisté les forces d’Haftar dans les domaines de l’artillerie, du contrôle aérien, de la guerre électronique et du tir de précision (sniper). Le même document fait aussi état de « tensions » ayant émaillé leurs relations avec l’ANL d’Haftar, citant notamment les reproches de « manque de professionnalisme et d’effectifs insuffisants » adressés par les Russes à leurs partenaires libyens. Des conflits sur des retards de paiement des mercenaires sont également mentionnés ».
Fin 2019, 1 000 à 4 000 mercenaires soudanais renforcent également les troupes d'Haftar,,. Ces derniers appartiennent à la faction de l'Armée de libération du Soudan (ALS) dirigée par Minni Minnawi et au Rassemblement des Forces de Libération du Soudan. Le Mouvement pour la justice et l'égalité (MJE) sert quant à lui initialement dans le camp d'Haftar, mais il serait ensuite entré en conflit avec ce dernier, ainsi qu'avec les autres groupes soudanais, et aurait fini par rallier le GNA,,. L'ONU indique également dans un rapport en janvier 2020, que des miliciens janjawid des Forces de soutien rapide dirigées par le général Mohamed Hamdan Dogolo, dit « Hemitti », pourraient être présents en Libye, mais sans certitude. Il pourrait s'agir d'ex-janjawid autonomes de tout leadership soudanais et combattant en tant que simples mercenaires.
Selon des sources du Monde, entre 300 et 1 500 militaires ou miliciens syriens du régime de Bachar el-Assad auraient été déployés en Libye, principalement en 2020 à la suite d'un relatif effacement du Groupe Wagner. L'OSDH parle pour sa part de 450 combattants à la fin mai. Officiellement, le régime de Damas ne fait aucune annonce, mais en mai 2020 un rapport de l'ONU indique que « selon des sources sur le terrain, le nombre de combattants syriens étrangers soutenant les opérations du maréchal Haftar est de moins de 2 000 »

### Forces internationales
Le 8 avril, la Mission d'appui des Nations unies en Libye (MANUL, une mission onusienne uniquement politique) déclare qu'elle reste à Tripoli.
L'armée américaine annonce le 7 avril le retrait provisoire de ses militaires en Libye à cause des combats
Le 9 avril, l'Italie annonce le maintien de sa mission militaire en Libye. Celle-ci, la mission Miasit, lancée en janvier 2018, comprend jusqu'à 400 soldats déployés à Tripoli et Misrata chargés selon le ministère italien de la Défense de « soutenir les autorités libyennes dans leurs actions de pacification et de stabilisation du pays et de contrôle de l'immigration clandestine, des trafics illicites et des menaces à la sécurité, en harmonie avec les lignes d'intervention définies par les Nations Unies ».

## Déroulement

### Annonce de l'offensive
Le 4 avril 2019, dans un enregistrement diffusé sur Facebook par le bureau des médias de l'Armée nationale libyenne, le maréchal Haftar donne l'ordre à ses troupes d'« avancer » et d'« entrer » dans la capitale libyenne, Tripoli,. Il promet d'épargner les civils, les « institutions de l'Etat » et les ressortissants étrangers : « Nous répondons à l'appel de Tripoli. Pour les héros de la nation, l'heure a sonné. Nous avons rendez-vous pour la conquête de Tripoli. Avancez alors, avec des pas confiants en Dieu, entrez dans la ville en paix, pour ceux qui veulent la paix. Soyez des défenseurs des droits et non des envahisseurs. Ne levez pas vos armes, sauf contre celui qui choisit de vous affronter. Ne tirez que contre les hommes armés. Ceux qui jettent les armes, ceux qui restent chez eux, ceux qui lèvent le drapeau blanc, seront en sécurité. Assurer la sécurité des habitants et protéger leurs biens, ainsi que toutes les institutions de la capitale, relèvent de votre devoir ».
Le Conseil militaire de Misrata dirigé par le général Ibrahim Ben Rajab réagit rapidement. Dans un communiqué, les Brigades de Misrata déclarent qu'elles « se tiennent prêts (...) à stopper l'avancée maudite » des forces du maréchal Haftar. Elles demandent au chef du GNA, Fayez el-Sarraj, de donner ses « ordres sans délai » aux commandants des forces de la région ouest « pour affronter ce rebelle » en ajoutant que « s'il s'abstient de le faire immédiatement, il susciterait le doute et serait soupçonné de complicité » avec les forces de Haftar. La Force de protection de Tripoli, une récente coalition de milices tripolitaines pro-GNA, annonce également le lancement d'une opération pour contrer l'avancée des troupes d'Haftar. La contre-offensive est baptisée « Ouadi Doum 2 » en référence à une défaite de l'armée libyenne en 1978, lors du Conflit tchado-libyen, où Haftar, alors officier dans l'armée de Kadhafi, avait été fait prisonnier.
Le 6 avril, Fayez el-Sarraj déclare : « Nous avons tendu nos mains vers la paix mais après l'agression qui a eu lieu de la part des forces appartenant à Haftar et sa déclaration de guerre contre nos villes et notre capitale (...), il ne trouvera que force et fermeté ». Il accuse alors Haftar d'avoir « trahi l'accord » d'Abou Dhabi de février 2019, d'avoir « tenté de le poignarder dans le dos », de provoquer « une guerre sans gagnant » et de « détruire les efforts des Libyens et de la communauté internationale en vue d'une solution pacifique ».

### Réactions internationales
Le 4 avril, les États-Unis, la France, le Royaume-Uni, l'Italie et les Émirats arabes unis publient un communiqué commun appelant « toutes les parties » libyennes à faire baisser « immédiatement les tensions ». Le secrétaire général de l'ONU António Guterres, alors en visite à Tripoli, adresse également dans une conférence de presse un « appel ferme » pour « l'arrêt de tous les mouvements militaires, (...) à la retenue, au calme et à la désescalade, à la fois militaire et politique. [...] Il n'existe pas de solution militaire en Libye. La solution doit être politique ». Antonio Guterres se rend le lendemain à Benghazi pour rencontrer le maréchal Haftar avant de quitter le pays « le cœur lourd et profondément inquiet ». Le 5 avril, la Russie et l'Allemagne demandent à leur tour la fin des opérations militaires.
Le soir du 5 avril, le Conseil de sécurité des Nations unies se réunit en urgence à huis clos et demande aux forces de pro-Haftar de cesser leur offensive. Le 7, le Conseil échoue cependant à se mettre d'accord sur une déclaration commune. Une proposition britannique soutenue par les États-Unis appelant les forces du maréchal Haftar à arrêter leur avancée vers Tripoli est bloquée par la Russie qui propose alors une déclaration appelant toutes les forces armées libyennes, et pas seulement celles de Haftar, à cesser le combat, mais celle-ci est rejetée à son tour par les États-Unis.
Le 6 avril, réunis à Dinard, en France, les ministres des Affaires étrangères du G7 demandent la fin immédiate des « mouvements militaires vers Tripoli, qui entravent les perspectives du processus politique mené par les Nations unies »,.
Le 7 avril, le secrétaire d'État américain Mike Pompeo déclare : « Nous avons fait clairement savoir que nous sommes opposés à l'offensive militaire des forces de Khalifa Haftar et nous appelons à l'arrêt immédiat de ces opérations militaires contre la capitale libyenne. [...] Les Etats-Unis, avec leurs partenaires internationaux, continuent à presser les dirigeants libyens de revenir aux négociations politiques sous la médiation du représentant spécial du secrétaire général Ghassan Salamé. Une solution politique est la seule manière d'unifier le pays et de fournir un plan pour la sécurité, la stabilité et la prospérité pour tous les Libyens ». Le lendemain, la Russie affirme pour sa part utiliser « toutes les possibilités à sa disposition pour appeler toutes les parties à s'abstenir de toute action pouvant mener à un bain de sang et à des morts parmi la population civile ».
Le 8 avril, l'Union européenne demande à son tour la fin des opérations militaires.
Le 9 avril, l'ONU annonce que la conférence interlibyenne prévue du 14 au 16 avril à Ghadamès est reportée. Elle n'aura cependant jamais lieu.
Le 10 avril, dans un entretien téléphonique entre Béji Caïd Essebsi, Fayez el-Sarraj, ainsi que Ghassan Salamé, le représentant spécial du secrétaire général des Nations unies en Libye, le président tunisien a invité toutes les parties à privilégier l’apaisement et le dialogue et à faire preuve de retenue afin d’épargner des souffrances supplémentaires au peuple libyen.
Fayez el-Sarraj déclare au journal Le Monde le 23 avril : « Nous sommes satisfaits de la condamnation de l’attaque de Tripoli exprimée par certains pays. Mais la condamnation en elle-même n’est pas suffisante. Elle doit être accompagnée d’actions concrètes. [...] La communauté internationale devrait prendre une position claire. Malheureusement, nous notons que certains pays sont hésitants à nommer cette attaque pour ce qu’elle est ».
Le 14 avril, le maréchal Haftar se rend en Égypte, où il est reçu au Caire par le président Abdel Fattah al-Sissi,.
Le ministère libyen de l'Intérieur annonce également la suspension de la coopération militaire avec la France, accusant Paris de soutenir le maréchal Haftar. Fayez el-Sarraj déplore également l'attitude « peu claire » de la France. Celle-ci dément les accusations et en réaffirme son soutien au GNA.
Le camp pro-Haftar rejette tous les appels aux cessez-le-feu et Fayez al-Sarraj refuse quant à lui tout processus politique, tant qu'un cessez-le-feu n'est pas instauré au préalable que les combattants de l'ANL ne se retirent pas sur les lignes qu'ils occupaient avant le début de l'offensive. Les négociations sont alors bloquées. L'ANL cherche alors à légitimer son offensive en la présentant comme une guerre contre le « terrorisme », mais le GNA dément compter dans ses rangs des personnes accusées de terrorisme. Le représentant spécial de l'ONU Ghassan Salamé déclare également le 15 avril que l'offensive d'Haftar « ressemblait davantage à un coup d'Etat qu'à une lutte antiterroriste ».
Le 19 avril cependant, la Maison blanche annonce que le président Donald Trump s'est entretenu par téléphone avec le maréchal Khalifa Haftar quatre jours plus tôt,,. Selon le communiqué de la maison blanche, les deux hommes ont discuté d'une « vision commune pour la transition de la Libye vers un système politique démocratique et stable » et le président Trump a « reconnu le rôle significatif du maréchal Haftar dans la lutte contre le terrorisme et la sécurisation des ressources pétrolières de Libye »,. Le porte-parole de l'ANL, Ahmad Al-Mesmari, déclare alors : « Nous avons remporté la bataille politique et nous avons convaincu le monde que les forces armées (de l'ANL) combattent le terrorisme ». Selon Le Monde : « Un tel appel téléphonique à M. Haftar de M. Trump, qui n’a pas honoré M. Sarraj d’un tel geste, a aussitôt été interprété comme un basculement de Washington dans le camp pro-Haftar, en rupture avec la position beaucoup plus équilibrée que le département d’Etat avait jusqu’à présent défendue ».
Le Conseil de sécurité des Nations unies apparaît pour sa part très divisé. Une résolution réclamant un cessez-le-feu et un accès humanitaire inconditionnel aux zones de combat est proposée par le Royaume-Uni avec le soutien de la France et de l'Allemagne, mais elle se heurte à l'opposition des États-Unis, de la Russie, et des trois pays africains au Conseil de sécurité : l'Afrique du Sud, la Côte d'Ivoire et la Guinée équatoriale, qui jugent le texte trop dur contre Haftar,,,,.
Les 7 et 8 mai, Fayez el-Sarraj fait une rapide tournée européenne et se rend à Rome, Berlin, Paris et Londres afin de s'entretenir avec Giuseppe Conte, Angela Merkel, Emmanuel Macron et Theresa May,. De son côté, Haftar se rend en Égypte rencontrer Abdel Fattah al-Sissi pour la seconde fois depuis le début de son offensive,.
Le 22 mai, le maréchal Haftar se rend en France, où il est reçu par le président Emmanuel Macron. Le président français lui demande alors de faire « un pas publiquement en direction du cessez-le-feu », mais le maréchal Haftar déclare que les conditions d'un cessez-le-feu ne sont « pas réunies »,.
Le 16 juin, Fayez el-Sarraj présente « une initiative politique pour une sortie de crise », dans laquelle il propose, en coordination avec la mission de l'ONU en Libye, la tenue d'un « forum libyen » pour réunir « les forces nationales influentes sur les plans politique et social, et partisanes d’une solution pacifique et démocratique ». Cette initiative prévoit également la tenue simultanée « d’élections présidentielle et législatives avant la fin 2019 ». L'initiative est cependant rejetée quelques jours plus tard par Haftar qui affirme que l'offensive « ne s'arrêtera pas avant que tous ses objectifs ne soient atteints ».

### Début avril: combats indécis entre le GNA et l'ANL

Situation sur le front de Tripoli au 7 avril 2019 :
Territoire contrôlé par les forces de l'Armée nationale libyenne
Territoire contrôlé par les forces du Gouvernement d'union nationale

Situation sur le front de Tripoli au 1er avril 2019 :
Territoire contrôlé par les forces de l'Armée nationale libyenne
Territoire contrôlé par les forces du Gouvernement d'union nationale

Les forces de l'ANL prennent position à l'ouest et au sud de Tripoli. Leurs unités sont signalées à El Azizia, Janzour, Sabratha et Zaouïa.
Le 2 avril, les forces de l'ANL s'emparent sans combattre de Gharyan, située à 100 kilomètres au sud-ouest de Tripoli, après avoir obtenu le ralliement d'un groupe armé local,,. Le 4 avril, la ville de Sermane, située à 60 km à l'est de Tripoli, est également prise sans combat par les forces pro-Haftar.
Le soir du 4 avril, plusieurs dizaines d'hommes de l'ANL avec quinze pick-up prennent sans combattre le contrôle du barrage de sécurité « pont 27 », à 27 kilomètres à l'ouest de Tipoli. L'attaque est menée par les unités 106 et 107, considérées comme faisant partie des troupes d'élite de l'ANL,. Pourtant le lendemain, peu avant l'aube, les milices pro-GNA de Zaouïa reprennent ce point au terme d'un court accrochage et font plusieurs dizaines de prisonniers,. Le porte-parole de l'ANL, Ahmad al-Mesmari, reconnait que 128 soldats ont été capturés. Le GNA donne pour sa part un bilan de 145 prisonniers et 60 véhicules capturés,. Fayez el-Sarraj se rend ensuite personnellement sur place accompagnés de commandants militaires afin d'échanger avec les combattants avant de reprendre la route de Tripoli.
Les premiers combats significatifs débutent le 5 avril en fin de journée, à une cinquantaine de kilomètres au sud de Tripoli, dans les environs de Gasr Ben Ghechir, Soug al-Khamis, al-Saeh et Soug al-Sabt,,. Les forces de l'ANL tentent alors de prendre le contrôle de l'aéroport international de Tripoli. Selon le GNA, elles parviennent à s'en emparer brièvement avant d'être repoussées. Des combats ont également lieu dans la région d'El Azizia, à environ 50 kilomètres au sud-ouest de Tripoli,. L'ANL revendique la prise de la ville d'El Azizia, ainsi que celle de Tarhounah, 90 kilomètres au sud-est de Tripoli, où la milice de la ville, la 7e brigade, fait défection pour rejoindre l'ANL,,.
Le soir du 5 avril, les troupes de l'ANL entrent également dans la ville de Gasr Ben Ghechir, à moins de 30 kilomètres au sud de Tripoli,.
Le 6 avril, les combats se poursuivent, notamment dans les environs de Wadi al-Rabi et de Gasr Ben Ghechir. Des frappes aériennes contre les troupes de l'ANL sont signalées : l'ANL rapporte un raid aérien d'un appareil de Misrata à Al-Aziziya qui n'aurait pas fait de victime ; la Force de protection de Tripoli évoque de son côté des « bombardements intensifs » menés par des avions de Tripoli et Misrata, mais ne donne pas de bilan,.
Le 7 avril, l'ANL réplique en menant à son tour ses premiers raids aériens dans la région de Tripoli,. Ces frappes sont menées contre des hangars de véhicules militaires près de l'aéroport international. L'aviation GNA mène ensuite un raid sur l'aéroport de Wattyia, à l'ouest de Tripoli, où sont basés les avions des forces d'Haftar. Après un pause nocturne, les combats reprennent au sud de la capitale, en particulier à Wadi al-Rabi et près de l'aéroport. Le même jour, le nouveau porte-parole du GNA, le colonel Mohamad Gnounou, proclame le début d'une « contre-offensive » baptisée « Volcan de la colère » pour « purger toutes les villes » des « forces illégitimes »,.
Le 8 avril, les combats se poursuivent dans la banlieue sud de la capitale,,. Des combattants de l'ANL auraient pénétré dans le quartier de Khalat Fourjan, à une dizaine de kilomètres du centre-ville. Les forces du GNA tiennent toujours l'aéroport international de Tripoli, cependant l'aéroport de Mitiga, le seul fonctionnel à Tripoli, est touché par une frappe aérienne de l'ANL,,,. Elle ne fait pas de victime mais une des pistes d’atterrissage est endommagée et les vols sont suspendus par l'Autorité de l'aviation civile,. L'ANL revendique le raid et affirme avoir visé un avion militaire MiG-23 et un hélicoptère.
Le 9 avril, les combats et les bombardements aériens se poursuivent à Gasr Ben Ghachir et Wadi al-Rabi, mais aucun camp ne prend véritablement l'avantage. Selon le GNA, des frappes aériennes sont également menées contre les lignes d'approvisionnement de l'ANL jusque dans le centre du pays. Le 10 avril, après de violents combats, l'ANL revendique la prise de la caserne du 4e bataillon à El Azizia. Celle-ci change de mains à plusieurs reprises. Les 12 et 13 avril, le GNA affirme avoir mené 21 frappes aériennes contre l'ANL. Le 12 avril, un avion de l'ANL bombarde pour sa part un camp d'une milice du GNA à Zouara.
Dans les jours qui suivent, les combats et les frappes aériennes se concentrent dans la périphérie sud de Tripoli, dans les villes et quartiers d'El Azizia, Wadi al-Rabi, Ain Zara, al-Swani, Gasr Ben Ghachir, Abou Salim, Khalat Al-Ferjan, Salaheddine, le camp de Yarmouk et l'aéroport international,,,,. Les deux camps affirment avancer sur tous les fonts mais aucun ne semble prendre l'avantage. À Tripoli, plusieurs manifestations ont également lieu courant avril sur la place des Martyrs pour dénoncer l'offensive de Haftar,. Certains manifestants accusant le gouvernement français de soutenir Haftar apparaissent également vêtus de gilets jaunes, en référence au mouvement de contestation qui secoue alors la France,.
Le 14 avril, le GNA affirme que ses forces ont abattu un avion de chasse de l'ANL. Une source de l'AFP au sein de l'ANL confirme la perte d'un MiG-23, mais l'attribue à une « panne technique » et affirme que le pilote a pu s'éjecter et a été secouru.
Le soir du 16 avril, des roquettes s'abattent dans le centre-ville et des quartiers du sud de Tripoli, faisant six morts et 35 blessés.

### Mi-avril: contre-offensive du GNA
Le 18 avril, les forces du GNA reprennent la ville d'El Azizia,. Le 20 avril, le GNA annonce le lancement d'une contre-offensive. Ses troupes parviennent au cours de la journée à progresser de quelques kilomètres à Ain Zara et Wadi al-Rabi,,. Sept frappes aériennes sont également menées sur Gharyan et contre la base aérienne al-Watiya,. Le 23 avril, sur le front au sud-ouest de Tripoli, les forces de l'ANL sont repoussées à une soixantaine de kilomètres, cependant elles conservent leurs positions au sud-est,. Les combats les plus importants ont alors lieu dans les environs d'al-Hira, entre El Azizia et Gharyan. Lentement, les forces du GNA continuent de regagner une partie du terrain les jours suivants,. L'ANL conserve cependant sa pointe la plus avancée à Aïn Zara, dans la banlieue sud-est, à une douzaine de kilomètres du centre-ville. Début mai, les combats se poursuivent à Aïn Zara, ainsi qu'à Salaheddine et Khalat al-Ferjan, situés à 20 kilomètres du centre-ville ; autour de l'aéroport, à 30 kilomètres de Tripoli ; et au nord de la ville de Gharyan, à 80 kilomètres au sud-ouest de Tripoli. Selon Jalel Harchaoui, chercheur à l'Institut Clingendael de La Haye : « La ligne de front varie de manière très fluide et accidentée, parfois plusieurs fois par jour ». Mais dans l'ensemble, même si les forces du GNA sont parvenues à desserrer un peu l'étreinte de l'ANL lors de la contre-offensive du 20 avril, les fronts restent bloqués.

### Mai et juin: accalmie dans les combats
Les combats connaissent ensuite une certaine accalmie, notamment après le début du ramadan le 6 mai, Cependant le 21 mai, les forces du GNA lancent une nouvelle offensive,. Les combats sont alors les plus violents depuis le début du mois de mai,. Les forces du GNA parviennent à progresser de 2 à 3 kilomètres dans le quartier de Salaheddine,. Le 23 mai, les combats baissent à nouveau en intensité.

### Fin juin: reprise de Gharyan par les forces du GNA

Situation sur le front de Tripoli au 26 juin 2019 :
Territoire contrôlé par les forces de l'Armée nationale libyenne
Territoire contrôlé par les forces du Gouvernement d'union nationale

Le 26 juin, les forces du GNA lancent une attaque surprise contre la ville de Gharyan,,. Huit raids aériens sont effectués par les avions du GNA, puis les troupes au sol entrent dans la ville en profitant du retournement de certains combattants locaux,,. L'attaque est menée par des combattants amazighs et zintanis. Rapidement, la ville tombe entièrement aux mains des forces anti-Haftar,,,. Le porte-parole des forces du GNA, Moustafa al-Mejii, revendique des dizaines de morts et 18 prisonniers dans les rangs des forces d'Haftar. Trois jours plus tard, un autre porte-parole du GNA, Mohamad Gnounou, annonce quant à lui que 150 combattants de l'ANL ont été faits prisonniers et que 70 véhicules armés et « blindés émiratis » ont été capturés. Du côté de l'ANL, des Tchadiens et des Soudanais figurent parmi les prisonniers et plusieurs Touaregs d'Oubari figurent parmi les morts. Une source médicale à l'hôpital de Gharyan fait pour sa part état à l'AFP d'au moins 15 morts pour l'ANL et 8 pour le GNA. La défaite est lourde pour l'ANL, qui perd un verrou stratégique, son principal poste de commandement pour la bataille de Tripoli, une piste d'atterrissage permettant des livraisons aériennes, d'importants stocks de munitions, des drones d'observation, des blindés livrés par les Émirats arabes unis, des missiles russes, des roquettes de fabrication chinoise et des lance-missiles antichars américains FGM-148 Javelin,,,,,. La provenance des Javelin est initialement soupçonnée d'être d'origine émiratie. Or, les Émirats avaient pris l'engagement auprès des États-Unis de ne pas transmettre leurs armes à une tierce-entité,. Cependant, il s'avère que les quatre armes anti-chars Javelin avaient appartenu à l'armée française après avoir été achetées en 2010 aux États-Unis. Le ministère français des Armées nie avoir transféré ces armes a des forces locales et affirme qu'elles étaient destinées à « l'autoprotection d’un détachement français déployé à des fins de renseignement en matière de contre-terrorisme », qu'elles étaient « endommagées et hors d'usage » et auraient été « temporairement stockées dans un dépôt en vue de leur destruction ». Le ministère des Affaires étrangères du GNA réagit alors en demandant des « explications urgentes » à Paris.

### Tensions entre la Turquie et l'Armée nationale libyenne
Le 18 mai, malgré l'embargo sur les armes décrété en 2011 par l'ONU, une trentaine de véhicules blindés BMC Kirpi sont livrés au grand jour par la Turquie dans le port de Tripoli et immédiatement envoyés sur le front,,. En mai, des drones turcs, dont certains armés, sont également livrés aux forces du GNA,,. Quatre drones Bayraktar TB2 sont fournis initialement, avant d'être suivis par quatre autres après la destruction de deux appareils le 8 juin. Le 19 juin, le président turc Recep Tayyip Erdoğan confirme que son pays fournit bien des armes au GNA, en vertu d'un « accord de coopération militaire entre Ankara et Tripoli »,. Selon lui, ce soutien aux forces de Tripoli a d'ailleurs permis de « rééquilibrer » la situation face aux forces de Haftar,.
Quelques mois plus tard, un rapport d'experts de l'ONU déplore « l'intensification d'un conflit par procuration » et la violation de l'embargo sur les armes par les Émirats arabes unis, la Jordanie et la Turquie qui acheminent du matériel militaire en Libye « sans vraiment d'effort pour en dissimuler la provenance ».
Selon Jalel Harchaoui, chercheur à l'Institut Clingendael de La Haye, Ankara « souhaite se projeter comme une puissance capable de venir sauver le pluralisme politique d'une agression menée par le Golfe et l'Égypte, lesquels préfèrent un autoritarisme strict à l'autoritarisme populiste d'Erdogan ».
Le 28 juin, en réponse aux livraisons d'armes au GNA par la Turquie, Haftar donne l'ordre à ses forces de prendre pour cible les navires turcs, les sites stratégiques, les compagnies et projets appartenant à l'État turc, d'arrêter les ressortissants turcs et d'interdire les vols vers la Turquie,. Le porte-parole de l'ANL, Ahmad al-Mesmari, accuse alors l'armée turque d'être directement impliquée dans la bataille, ce que le GNA dément,. Le 30 juin, Ankara accuse les forces d'Haftar d'avoir arrêté six de ses ressortissants. Le ministre turc des Affaires étrangères, Mevlüt Çavuşoğlu, déclare alors : « La détention de six de nos concitoyens par des milices illégales liées à Haftar est un acte de violence et de piraterie. Nous nous attendons à ce que nos concitoyens soient libérés immédiatement. Si cela n’arrive pas, des forces d’Haftar deviendront des cibles légitimes »,. Mais le même jour, dans la soirée, l'ANL déclare avoir détruit un drone turc Bayraktar à l'aéroport de Mitiga, d'une frappe aérienne alors que l'appareil s'apprêtait à décoller,. Le lendemain, les Turcs — des marins selon Ankara — sont libérés.

### Bombardement d'un centre de détention de migrants à Tajoura
Le 3 juillet, un centre de détention de migrants est bombardé par l'ANL à Tajoura, à l'est de Tripoli,. Deux des cinq hangars, où sont détenus au total 600 migrants, principalement érythréens et soudanais, sont touchés. La première frappe touche un hangar vide, ce qui provoque un début de panique. Des gardes ouvrent le feu sur des migrants qui tentent de s'enfuir après le bombardement. Une deuxième frappe aérienne touche ensuite un second hangar, à l'intérieur duquel se trouvent 120 personnes. Selon l'ONU, au moins 53 migrants et réfugiés, dont six enfants, trouvent la mort dans l'attaque,. Le 5 juillet, un porte-parole de l'Organisation internationale pour les migrations (OIM) indique que 350 migrants, dont 20 femmes et quatre enfants, sont toujours détenus à cette date dans le centre de Tajoura.
Situé à proximité de la base d'une milice, le camp de Tajoura est sous le contrôle du GNA qui accuse l'ANL d'être responsable de la frappe,. Celle-ci dément en accusant le GNA de « fomenter un complot ». L'attaque est condamnée par l'ONU, l'Union africaine, l'Union européenne, la France, l'Italie, le Qatar, le Nigeria, la Turquie et plusieurs ONG,. Ghassan Salamé, le Représentant spécial du Secrétaire général des Nations unies en Libye, qualifie l'attaque de « crime de guerre » et de « carnage ignoble et sanglant ». Cependant l'adoption d'une condamnation unanime du Conseil de sécurité des Nations unies est bloquée par les États-Unis. L'ONU avait auparavant exprimé son inquiétude sur le sort d'environ 3 500 migrants et réfugiés « en danger dans des centres de détention situés près de zones d'affrontements ». Le porte-parole du secrétaire-général de l'ONU indique également que « l'ONU avait fourni la localisation exacte du centre de détention aux parties ». Le campa avait été touché une première fois par un raid aérien le 7 mai et deux personnes avaient été blessées. Au moins 660 000 migrants résident alors en Libye et 5 700 sont retenus dans des centres de détention,,.
Le 9 juillet, le GNA annonce que les 300 migrants encore détenus dans le centre de Tajoura ont été libérés.

### Juillet-août: poursuite de l'offensive de l'ANL depuis Tarhounah

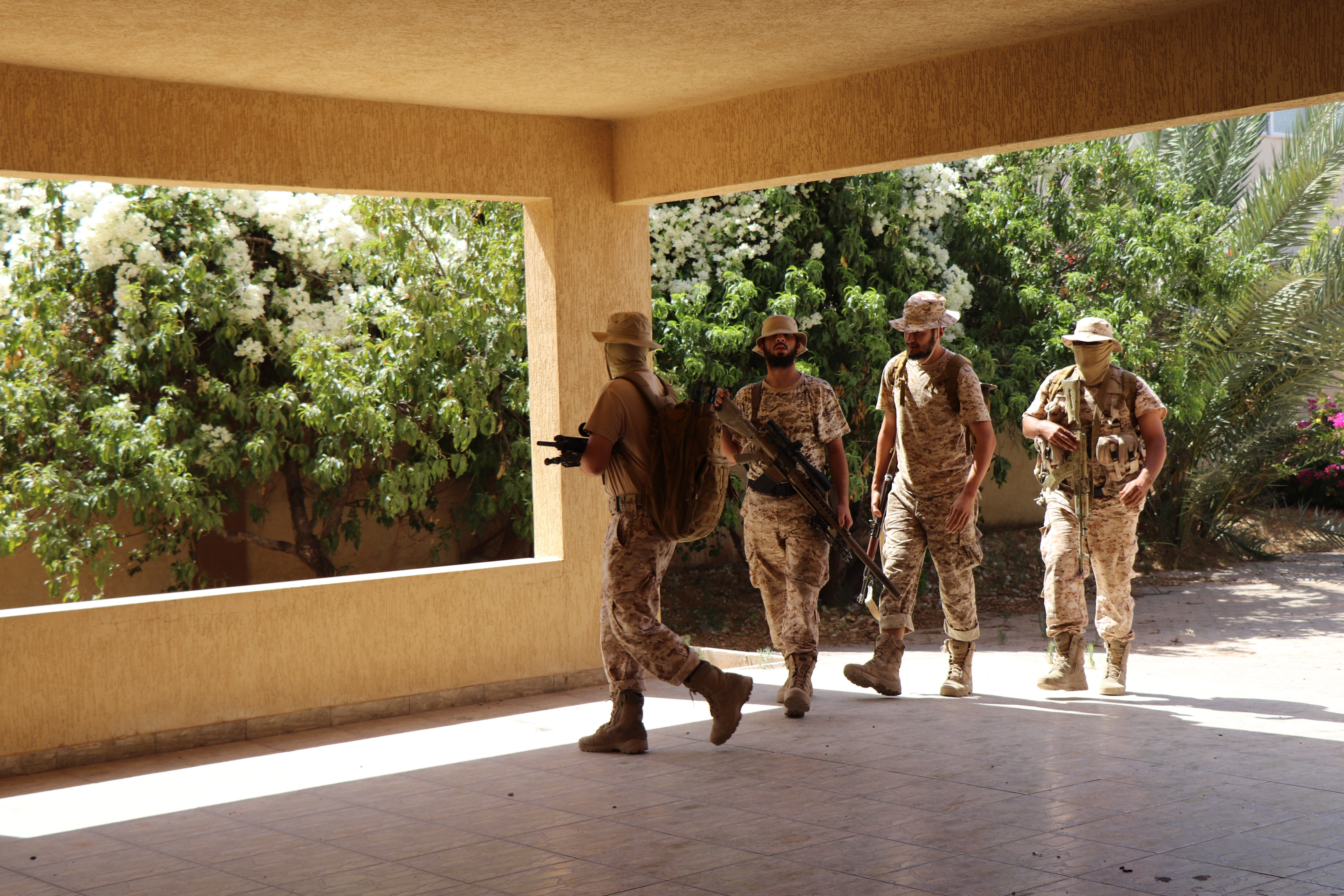
Des combattants du GNA à Tripoli, le 7 juillet 2019.

Après son échec à Gharyan, l'Armée nationale libyenne établit une nouvelle salle de commandement et une piste d'atterrissage à Tarhounah, à 60 kilomètres au sud-est de Tripoli. Elle multiplie alors ses frappes aériennes et son porte-parole, Ahamd el Mesmari, promet une « bataille définitive ». Le 3 juillet, un raid aérien de l'ANL vise l'aéroport de Mitiga, provoquant la suspension des vols. Le 5 juillet, les forces de l'ALN affirment avoir abattu un avion du GNA, ce dernier affirme avoir perdu contact avec l'appareil.
Le 22 juillet, l'Armée nationale libyenne lance une offensive au sud de la capitale. Elle déclare avoir progressé, ce que le GNA dément en affirmant pour sa part avoir repoussé l'offensive et détruit trois chars, deux blindés et quatre véhicules,. Le GNA affirme déplorer la mort de six hommes dans ses rangs contre 25 tués ou blessés du côté des forces pro-Haftar et onze « mercenaires » faits prisonniers. Le même jour, un avion L-39 Albatros de l'ANL atterrit également en Tunisie, dans la région de Médenine, pour des raisons incertaines,. Les autorités tunisiennes évoquent officiellement un incident technique, mais selon une source sécuritaire tunisienne de RFI, le pilote aurait refusé de bombarder Tripoli et aurait fait défection.
Le 29 juillet, un hôpital de campagne est bombardé au sud de Tripoli, causant la mort de cinq médecins et faisant huit blessés. L'attaque est revendiquée par le porte-parole de l'ANL Ahmad al-Mesmari qui présente l'hôpital de campagne comme une « couverture » utilisée « par les terroristes pour ne pas être visés » et qui affirme que les victimes « ne sont pas des médecins mais des étudiants en faculté de médecine. [...] Certains ont été emprisonnés dans les années 90 pour terrorisme, d’autres appartiennent au mouvement des Frères musulmans ». L'attaque est condamnée par la Mission d'appui des Nations unies en Libye.
Le 10 août, les belligérants se mettent d'accord pour une trêve provisoire pendant les festivités de l'Aïd al-Adha,. L'ANL annonce cesser ses opérations dans la banlieue de Tripoli entre le 10 août à 15h00 et le 12 août à 15h00,. Le GNA déclare également « accepter une trêve humanitaire pour les jours de fête d'Al-Adha », qui durent du 10 au 13 août, à condition qu'elle concerne « toutes les zones de combats, avec cessation des tirs directs et indirects et de tout mouvement de troupes ». Il exige également « l'interdiction des vols et des survols de reconnaissance dans la totalité de l'espace aérien ainsi que de tout départ d'avion des bases aériennes ». La trêve n'est cependant que partiellement respectée et les combats reprennent le soir du 13 août.
L'ANL commence également à mener des bombardements aériens contre l'aéroport de Mitiga le 11 août, puis contre l'aéroport de Zouara le 15,,. L'ANL revendique les raids de Zouara, où elle affirme avoir ciblé des drones turcs. Cible d'attaques répétées, l'aéroport de Mitiga ferme début septembre
Le 21 août, le GNA affirme regagné du terrain dans le secteur d'Esbea, à 40 kilomètres au sud de Tripoli, et repris plusieurs positions, dont l'académie de l'armée de l'air. Moustafa al-Mejii, porte-parole du GNA, donne un bilan de 20 morts et plusieurs dizaines de blessés pour l'ANL contre sept tués pour le GNA.

### Septembre à novembre: nouvelle accalmie dans les combats
À partir de septembre, les combats baissent encore en intensité, le front se stabilise mais des bombardements sont encore menés ponctuellement,,. Après avoir été utilisés intensivement pendant plusieurs mois, la plupart des avions de combat des deux forces aériennes sont alors immobilisés pour des raisons de maintenance. Les deux camps continuent alors de recourir aux drones. Ghassan Salamé, le représentant spécial du secrétaire général de l'ONU, déclare notamment fin septembre que la Libye est « probablement le plus grand théâtre de guerre de drones au monde ». Il relève leur utilisation à 600 reprises par un camp et à 300 par l'autre, sans préciser lesquels. Chaque camp cherche alors à détruire les drones de l'adversaire, ainsi que leurs centres de commandement et leurs bases de décollage. Selon le site russe Meduza, 35 mercenaires russes du Groupe Wagner auraient été tués en septembre dans un raid aérien près de Tripoli alors qu'ils combattaient aux côtés des forces d'Haftar.

### Offensive de décembre 2019
Le 12 décembre 2019, Khalifa Haftar annonce avoir donné l'ordre de lancer la « bataille finale » pour le contrôle de Tripoli,. Il déclare : « L'heure zéro a sonné pour l'assaut large et total attendu par tout Libyen libre et honnête ». Le GNA affirme pour sa part que la situation est « sous contrôle » et que leurs troupes maintenaient leurs positions au sud de la capitale. Ftih Bashagha, le ministre de l'Intérieur du GNA, qualifie l'annonce de « nouvelle tentative désespérée » et déclare : « Nous sommes prêts à repousser toute nouvelle tentative folle du putschiste Haftar ». Des combats ont lieu près des casernes de Yarmouk et Hamza, au sud de la capitale, et les forces pro-GNA annoncent avoir repoussé une attaque dans le secteur de Toghar et détruit quatre chars,. Le 27 décembre, l'ANL affirme avoir avancé de plusieurs centaines de mètres à Salaheddine et Khallatat, tandis que le GNA déclare avoir contre-attaqué et repris les positions perdues, tuant 18 hommes des forces de Haftar et faisant 10 prisonniers.

### Intervention de la Turquie en janvier 2020

Situation sur le front de Tripoli au 12 janvier 2020 :
Territoire contrôlé par les forces de l'Armée nationale libyenne
Territoire contrôlé par les forces du Gouvernement d'union nationale

Fin 2019, si les lignes de front ont peu bougé, le GNA s'inquiète de l'intervention des mercenaires du Groupe Wagner, qui déploient notamment un système de brouillage de drones,. De plus les forces de Haftar dominent désormais les airs après être parvenues à détruire plusieurs drones turcs. Le 27 novembre, le GNA signe un accord militaire et maritime avec la Turquie,. L'accord suscite notamment la colère de la Grèce, qui accuse Ankara de chercher à revendiquer des droits sur des zones en Méditerranée riches en hydrocarbures, notamment au large de la Crète et de Chypre,. Le 20 décembre, le GNA demande à cinq « pays amis » — la Turquie, les États-Unis, le Royaume-Uni, l'Italie et l'Algérie — d'« activer les accords de coopération en matière de sécurité ». La Turquie se déclare alors prête à intervenir militairement en Libye si le GNA en fait la demande,,,,,,. Dès fin décembre, des rebelles syriens de l'Armée nationale syrienne et des officiers de renseignement turcs sont envoyés à Tripoli,,,.
Le 2 janvier 2020, la Grande Assemblée nationale vote une résolution qui autorise un déploiement de l'armée turque en Libye. Le maréchal Khalifa Haftar annonce alors « accepter le défi » et déclare « le djihad et la mobilisation générale », exhortant « tous les Libyens » à porter les armes, « hommes et femmes, militaires et civils, pour défendre notre terre et notre honneur ». Le lendemain, le Parlement de Benghazi rompt ses relations avec la Turquie. L'intervention turque est également condamnée par les États-Unis, l'Égypte, les Émirats arabes unis, l'Arabie saoudite, Israël, la France, la Grèce et Chypre,,,. Le 5 janvier, le président Recep Tayyip Erdoğan annonce le début des opérations de déploiement des militaires turcs en Libye. Le 8 janvier, il déclare que 35 militaires turcs sont en Libye, mais que leur rôle est de conseiller et de former les forces du GNA et non de prendre part aux combats.
L'intervention en Libye n'est cependant pas soutenue par l'opinion publique turque. Un sondage réalisé par Istanbul Economics Research donne ainsi 58 % d'opinion défavorable. Le CHP et Le Bon Parti critiquent également l'opération.
Le 4 janvier, une école militaire dans le quartier de Al-Hadba Al-Khadra, à Tripoli, est la cible d'une frappe aérienne qui cause la mort de 30 cadets et fait des dizaines de blessés,. L'attaque est imputée par Ghassan Salamé à « un pays soutenant l'ANL ». Selon une enquête de la BBC, la frappe est effectuée par un drone Wing Loong II émirati armé d'un missile Blue Arrow 7.

### Tentatives de cessez-le-feu entre janvier et mars 2020
Le 8 janvier, à Istanbul, le président turc Recep Tayyip Erdoğan et le président russe Vladimir Poutine appellent dans une déclaration commune les différents belligérants à cesser les hostilités. Dans un premier temps, le maréchal Haftar annonce le 9 janvier la poursuite des opérations, mais le 11 il proclame finalement un cessez-le-feu. Le 12, le GNA accepte à son tour l'arrêt des combats. Le cessez-le-feu est globalement respecté, malgré quelques violations,,. Le 13 janvier, Fayez el-Sarraj et Khalifa Haftar se rendent à Moscou pour engager des pourparlers,,. Un accord de cessez-le-feu est paraphé par Sarraj, mais Haftar refuse quant à lui de le signer et quitte Moscou le 14 janvier.

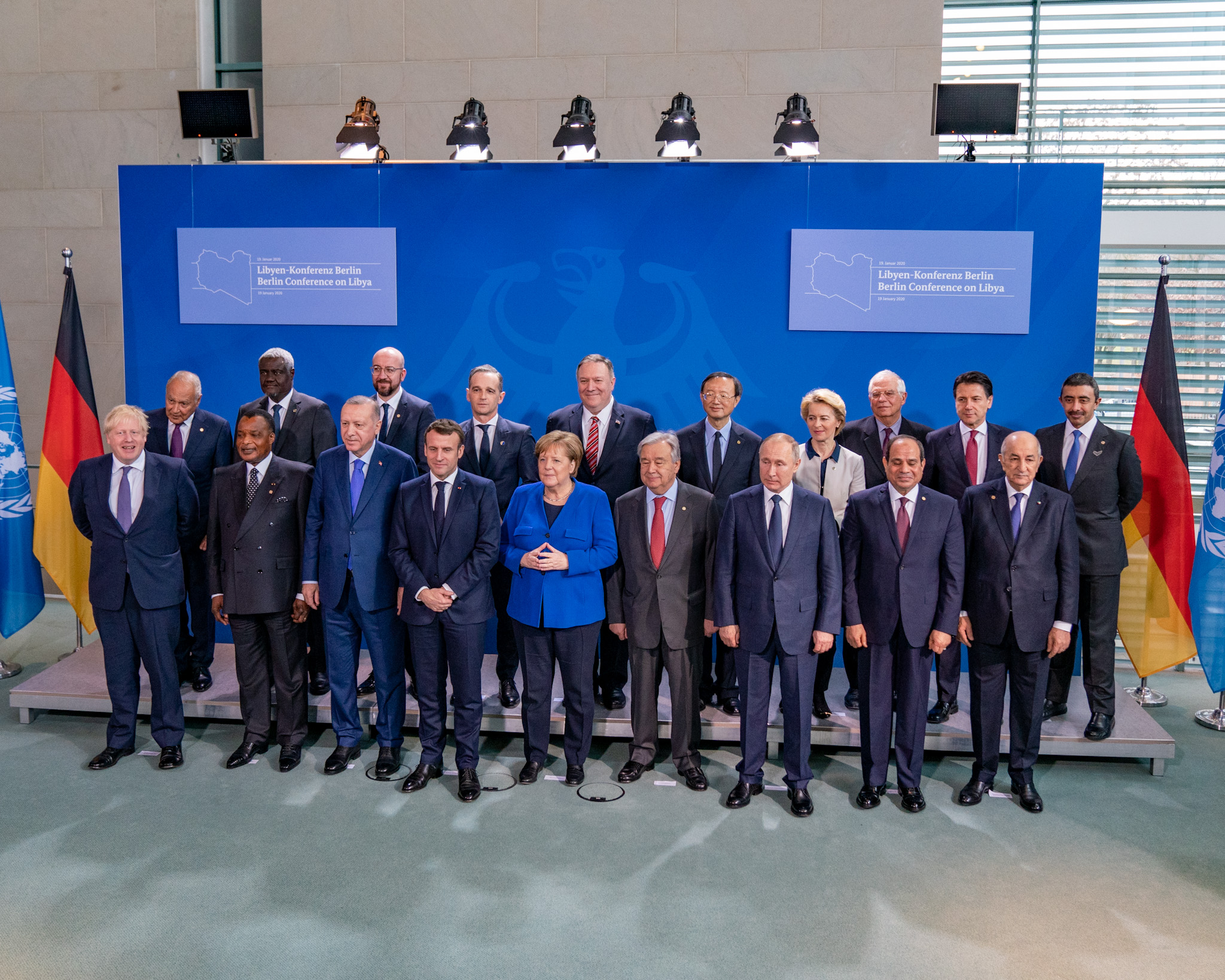
Participants à la conférence de Berlin sur la Libye, en janvier 2020.

Le 19 janvier, une conférence sous l'égide de l'ONU se tient à Berlin, où elle rassemble les chefs d'État ou de gouvernement de l'Allemagne, de la Russie, de la Turquie, de la France, du Royaume-Uni, de l'Italie, des États-Unis, de l'Égypte, des Émirats arabes unis, de l'Algérie et de la république du Congo, ainsi que l'Union africaine, l'Union européenne et la Ligue arabe. Également présent à Berlin, Fayez el-Sarraj et Khalifa Haftar ne se rencontrent cependant pas directement. Un communiqué commun appelant au maintien du cessez-le-feu et au renforcement de l'embargo sur les armes est rendu public par tous les acteurs internationaux invités, mais aucun accord n'est conclu,,,.
Le 26 janvier, le cessez-le-feu est rompu par l'ANL qui lance une offensive sur la localité d'Abou Grein, entre Misrata et Syrte, et s'empare de deux villages : Qaddaheya et Wedi Zamzam.
Cependant le 4 février, l'émissaire de l'ONU Ghassan Salamé annonce que les deux parties, représentées par deux délégations constituées de cinq officiers militaires chacune, sont venues à Genève pour engager des discussions et ont accepté de transformer la « trêve » en un « cessez-le-feu durable »,. La trêve demeure cependant fragile, des combats continuent d'éclater ponctuellement dans les jours qui suivent. Un accord sur un cessez-le-feu est obtenu le 24 février par les délégués des deux camps à Genève.
Le 2 mars, Ghassan Salamé démissionne de son poste de son poste de médiateur en chef de l'ONU sur la Libye, déclarant que sa santé « ne [lui] permet plus de subir autant de stress ».

### De mars à juin 2020: Victoire des forces du GNA

Situation sur le front de Tripoli au 5 juin 2020 :
Territoire contrôlé par les forces de l'Armée nationale libyenne
Territoire contrôlé par les forces du Gouvernement d'union nationale

Situation sur le front de Tripoli au 21 mai 2020 :
Territoire contrôlé par les forces de l'Armée nationale libyenne
Territoire contrôlé par les forces du Gouvernement d'union nationale

De janvier à mars 2020, les combats et les bombardements ne s'arrêtent pas véritablement, même s'ils baissent en intensité. Pendant cette période, la Turquie engage de nouveaux drones — notamment des Anka-S — et reprend l'avantage dans les airs,,. En mars, l'ANL se retrouve sur la défensive. Le 13 avril, les forces du GNA reprennent les villes côtières de Sorman et de Sabratha, à 60 et 70 kilomètres à l'ouest de Tripoli,. Le lendemain, une dizaine de roquettes s'abattent sur la capitale. Début mai, les bombardements tuent au moins 17 civils et en blessent 66 autres.
Le 18 mai, les forces du GNA engrangent un nouveau succès en s'emparant de l'aéroport d’Al-Watiya, à 140 kilomètres au sud-ouest de Tripoli,,. Il aurait été pris presque sans combat, les forces d'Haftar ayant pris la fuite après la destruction par les drones turcs du système de défense antiaérien russe Pantsir,.
Le 20 mai, l'ANL annonce un repli de deux à trois kilomètres de toutes les lignes de front afin, selon son porte-parole, de faciliter les déplacements de population pendant le ramadan. Le 23 mai, les mercenaires russes se retirent du front de Tripoli et se replient sur Beni Oualid.
Le 3 juin, après avoir repris les bases militaires d'al-Yarmouk et de Hamza, les forces du GNA et les mercenaires syriens s'emparent avec l'appui des drones turcs de l'aéroport international de Tripoli.
Le 4 juin, l'ANL évacue son ultime poche urbaine à Gasr Ben Ghechir. Le GNA proclame alors qu'il contrôle la totalité de Tripoli et de sa banlieue.
Le 5 juin, les forces du GNA entrent dans la ville de Tarhounah, le dernier bastion des forces pro-Haftar dans le nord-ouest de la Libye,. Le même jour, l'ANL annonce un « redéploiement » de ses forces hors de Tripoli. La bataille de Tripoli s'achève alors avec la victoire des forces du GNA,.

## Pertes
Le 5 avril, le porte-parole de l'ANL, Ahmad al-Mesmari, reconnaît cinq morts et 128 prisonniers au cours des combats livrés depuis la veille. Le lendemain, l'ANL reconnaît 14 morts dans ses rangs. Le bilan passe ensuite à 28 morts et 92 blessés le 10 avril.
Le 8 avril, le ministère de la Santé du Gouvernement d'union nationale annonce de son côté un bilan d'au moins 35 morts et environ 40 blessés, combattants et civils, depuis le début de l'offensive.
Au 9 août, l'OMS recense 1 093 morts, dont 106 civils et 5 752 blessés, dont 289 civils, depuis le début de l'offensive,. Le Bureau de la coordination des affaires humanitaires de l'ONU fait état de 75 000 personnes déplacées.
Début janvier 2020, le bilan de l'ONU passe à au moins 2 000 combattants et 280 civils tués et 146 000 déplacés depuis le début de l'offensive.
Selon l'Observatoire syrien des droits de l'homme (OSDH), le nombre de mercenaires syriens de l'Armée nationale syrienne tués en Libye est d'au mois 19 à la date du 16 janvier 2020, puis de 80 à la date du 4 février, tandis que 64 combattants ont déserté pour fuir vers l'Europe. Le bilan passe à 117 tués et 150 déserteurs au 7 mars 2020, puis à 298 morts à la mi-mai et à 351 morts le 1er juin. L'OSDH annonce également le 24 mai la mort d'un premier mercenaire syrien combattant dans les rangs des forces pro-Haftar.
Le 25 février 2020, le président turc Recep Tayyip Erdoğan annonce que deux militaires turcs ont été tués en Libye, sans préciser cependant la date et les circonstances de leur mort. L'Armée nationale libyenne revendique quant à elle à cette date la mort de 16 militaires turcs.
Le 29 juillet 2019, la Mission d'appui des Nations unies en Libye déclare que depuis le début du conflit « 37 attaques sur des personnels et des installations de santé ont été enregistrées, faisant 11 morts, 33 blessés en plus de 19 ambulances directement ou indirectement touchées ».

## Conséquences
En avril, l'AFP indique que « Le maréchal Haftar et son ANL qui tablaient sur une victoire rapide "sans combats" en nouant des alliances avec des factions de la Tripolitaine semblent surpris par la mobilisation pro-GNA ». Haftar aurait espéré le ralliement rapide de plusieurs milices du GNA.
En avril 2019, le politologue Wolfram Lacher, chercheur à l'Institut allemand des affaires internationales et de sécurité, déclare : « Cette guerre n’était pas le scénario privilégié par Khalifa Haftar. Son plan initial était de faire entrer des troupes en petit nombre à Tripoli avant que ses adversaires n’aient le temps de réagir, et d’entraîner la défection et le ralliement à son camp de groupes armés locaux et de responsables sécuritaires. La responsabilité de l’engagement des hostilités dans les zones densément peuplées serait ainsi revenue à ses adversaires. La pression locale et internationale les aurait alors contraints au cessez-le-feu et Khalifa Haftar aurait pu se servir de sa position nouvellement acquise à Tripoli comme d’un tremplin, la transformant en pouvoir politique à l’occasion d’une conférence nationale prévue mi-avril, sous l’égide de l’ONU. Ce plan a toutefois échoué dès le premier jour de l’opération. L’attaque de Khalifa Haftar n’a pas eu l’effet escompté de diviser les groupes armés dans l’ouest de la Libye, mais les a au contraire unis contre lui. Haftar n’a pas su comprendre les motivations des milices, et a surestimé leur opportunisme. Il n’a désormais plus d’autre choix que de jouer le tout pour le tout à Tripoli, car une défaite serait désastreuse pour lui ».
Les deux camps alimentent une guerre de l'information sur les réseaux sociaux.
Le 6 juin 2020, le président égyptien Abdel Fattah al-Sissi lance un appel à un cessez-le-feu. Alors présent à ses côtés au Caire, le maréchal Haftar se range à cet appel, qui est également soutenu par la Ligue arabe, la Russie et la France,,. Cependant l'offre est aussitôt rejetée par le GNA, dont le porte-parole déclare : « Nous n'avons pas commencé cette guerre, mais nous sommes ceux qui décident où et quand elle se termine »,,,. Le même jour, les forces du GNA victorieuses à Tripoli annoncent le lancement d'une offensive visant à reprendre la ville de Syrte,. Cependant leurs troupes sont cette fois contenue par les frappes aériennes et les tirs d'artillerie de l'ANL,.

### Analyses
- Marie Verdier, « En Libye, le maréchal Haftar tente l’assaut de Tripoli », La Croix, 5 avril 2019.
- Célian Macé, « Haftar, l’offensive de trop en Libye ? », Libération, 5 avril 2019.
- Wolfram Lacher, « Bataille de Tripoli : la méprise de Khalifa Haftar », Le Monde, 17 avril 2019.
- Frédéric Bobin, « Libye : « Menacé de déclin, Khalifa Haftar va opter pour une escalade destructrice » », Le Monde, 19 août 2019.

### Reportages
- « Pour les Tripolitains, la vie doit continuer malgré les combats à leur porte », AFP, 23 avril 2019.
- Samuel Gratacap, « Libye : « Ziad ne sourira plus » », Le Monde, 7 mai 2019.
- Célian Macé, « Libye : front stabilisé, mais terrain glissant », Libération, 25 septembre 2019.
- Célian Macé, « Libye : trois visages de combattants anti-Haftar », Libération, 25 septembre 2019.
- Mathieu Galtier, « Libye : «En face, ils n’ont aucune règle» », Libération, 13 janvier 2020.
- Mohamad Algueblawi: «Nous sommes résolus à récupérer tout le territoire libyen», RFI, 30 mai 2020.
- Stéphanie Khouri, Khalifa Haftar, chronique d’une débâcle annoncée, OLJ, 9 juin 2020.

### Reportages photographiques
- Nina Braklova, « En Libye, la bataille pour le contrôle de Tripoli », Libération, 29 avril 2019.

### Vidéographie
- [vidéo] « Libye : Les combats se rapprochent de Tripoli », France 24, 5 avril 2019.
- [vidéo] « Un avion des forces pro-Haftar frappe un camp militaire dans l'ouest de la Libye », France 24, 12 avril 2019.
- [vidéo] « En Libye, le parlement de l’est promet la poursuite de l’offensive sur Tripoli », France 24, 15 avril 2019.
- [vidéo] « Libye : intensification des combats au sud de Tripoli », France 24, 21 avril 2019.
- [vidéo] « Libye : les combats s’intensifient au sud de Tripoli, l'ONU redoute une "longue" guerre », France 24, 21 mai 2019.
- [vidéo] « On The Front Lines Of Libya’s Civil War (HBO) », VICE News, 31 mai 2019.
- [vidéo] « Au cœur des combats pour Tripoli avec une milice de Misrata », France 24, 11 novembre 2019.